# Szymanowo (powiat rawicki)
Szymanowo – wieś w Polsce położona w województwie wielkopolskim, w powiecie rawickim, w gminie Rawicz.
Szymanowo jest siedzibą sołectwa.

## Historia
Wieś pierwotnie związana była z Wielkopolską. Ma metrykę średniowieczną i istnieje co najmniej od początku XV wieku. Po raz pierwszy wymieniana w dokumencie z 1407 jako Simonowo, Szimanowo, 1412 Symanowo, 1427 Schymanowo, 1429 Schymunowo, 1445 Schimvnowo, 1487 Szymunowo, 1490 Schymanowycze, 1497 Simonow, Sunynowo, 1523 Symonow.
Okolice wsi były jednak zasiedlone wcześniej niż zachowane historyczne zapisy. Na wydmach w promieniu ok. 1 km wokół wsi znaleziono ślady osadnictwa wczesnośredniowiecznego z X-XII wieku oraz fragmenty naczyń z okresu od X do połowy XIII wieku.
Wieś była własnością szlachecką należącą do lokalnej szlachty wielkopolskiej z rodu Osieckich, Chojeńskich, Sierakowskich, Szurkowskich, Górków. W 1434 miejscowość należała do powiatu kościańskiego Korony Królestwa Polskiego. W 1510 należała do parafii Łaszczyn.
Pierwszy raz miejscowość odnotowano w 1407 w dokumencie lokacji miasta Sarnowa na prawie magdeburskim gdzie wymienione zostały m.in. nadane miastu role i bory w kierunku Szymanowa. W latach 1419–1429 jako właściciel we wsi odnotowany został Tyfan Osiecki z Szymanowa, a w latach 1419–1434 jego brat Mikołaj Osiecki. W 1436 woźny sądu ziemskiego zapowiedział wszystkie należące do Jerzego Chojeńskiego pożytki ze wsi Sierakowo, Szymanowo oraz Chojno. W 1447 Anna żona Janoty z Łabiszyc koło Żmigrodu, dziedzica w Sierakowie, sprzedała za 100 grzywien Jadwidze żonie Imbrama z Łabiszyc całe swoje części przypadłe jej w spadku z działów w Sierakowie, Ostrobotkach i Szymanowie. W 1522 Katarzyna Karszewska sprzedała Stanisławowi z Tomic kasztelanowi międzyrzeckiemu swoją część w Konarzewie i Szymanowie za 65 grzywien. W drugiej połowie XVI wieku właścicielem we wsi był kasztelan międzyrzecki Andrzej Górka herbu Łodzia syn Andrzeja. W 1491 Andrzej i Piotr Błożejewscy wraz z siostrami Esterą i Jadwigą dali biskupowi poznańskiemu Urielowi z Górki części w Sierakowie i Szymanowie, a w zamian otrzymali 1/3 Chojna oraz 600 grzywien.
W 1497 król polski Jan Olbracht nadał staroście wschowskiemu Piotrowi Górskiemu prawo do części wsi Szymanowo należących wcześniej do Jana oraz Mikołaja Osieckich, którzy nie dopełnili obowiązku udziału w pospolitym ruszeniu. Tego samego roku król ten nadał, stolnikowi krakowskiemu i skarbnikowi królewicza Zygmunta, Krzysztofowi Szydłowieckiemu prawo do części wsi Szymanowo należącej do trzech ziemian, którzy nie dopełnili obowiązku udziału w pospolitym ruszeniu. Nadanie to finalnie nie zostało zrealizowane. W 1498 Mikołaj Osiecki z Osieka, Jan Januszewski, Katarzyna Karczewska i Małgorzata Szymanowska z dóbr po ojcu, tj. z części wsi Szymanowo, Sierakowo i Konarzewo, wysłali w swoim zastępstwie na wyprawę wojenną przeciw Turcji w czasie wojny polsko-tureckiej swojego domownika w poczcie rycerskim szlachcica Mikołaja Szurkowskiego.
Wieś odnotowano w opisie granicy Śląska oraz Wielkopolski między Szymanowem lezącym w Koronie Królestwa Polskiego, a Korzeńskiem leżącym na Śląsku. Granica ta zaczynała się w miejscu, gdzie kończyła się granica Sierakowa leżącego w Wielkopolsce i Laskowa na Śląsku. Ustalono, że kopiec graniczny należy umieścić pośrodku ujazdów dokonanych przez obie strony. Wymieniono również kopiec narożny wsi Szymanowo i Stwolno oraz Korzeńsko. W 1602 odnotowane zostało miejsce zwane Strzelny Kąt, które prawdopodobnie było strzelnicą, leżące pomiędzy Sarnową, a Szymanowem.
Miejscowość odnotowują także historyczne rejesty podatkowe. W 1510 w Szymanowie odnotowano 16 łanów osiadłych, 5 łanów opuszczonych, nieuprawianych, 2 łany sołtysie. W 1563 we wsi miał miejsce pobór od 16,5 łana osiadłego, dwóch komorników oraz od 2 osób warzących piwo. W 1566 pobrano podatki od 15 łanów osiadłych, karczmy, w której warzyło się piwo, od 8 zagrodników. W 1581 odnotowano pobór od 15 łanów osiadłych, 13 zagrodników oraz od 7 komorników. W latach 1582–1583 miał miejsce pobór podatkowy od 15 łanów, a jego płatnikiem był Andrzej Górka kasztelan międzychodzki.
Wieś pod nazwą Simunowo odnotowano w 1581. Położona była w powiecie kościańskim województwa poznańskiego w Rzeczypospolitej Obojga Narodów.
W wyniku II rozbioru Rzeczypospolitej w 1793, miejscowość przeszła w posiadanie Prus i jak cała Wielkopolska znalazła się w zaborze pruskim. W okresie Wielkiego Księstwa Poznańskiego (1815-1848) miejscowość wzmiankowana jako Szymanowo należała do wsi większych w ówczesnym pruskim powiecie Kröben (krobskim) w rejencji poznańskiej. Szymanowo należało do okręgu sarnowskiego tego powiatu i stanowiło część majątku Sierakowo, którego właścicielem był wówczas (1846) von Motz. Według spisu urzędowego z 1837 roku Szymanowo liczyło 628 mieszkańców, którzy zamieszkiwali 88 dymów (domostw).
Według obowiązującego w latach 1975–1998 podziału administracyjnego Polski miejscowość należała do województwa leszczyńskiego.
Z Szymanowa pochodzi polski żużlowiec Florian Kapała.